# Чесма (линейный корабль, 1849)
«Чесма» — парусный линейный корабль Черноморского флота Российской империи, находившийся в составе флота с 1849 по 1855 год, участник Крымской войны, в том числе Синопского сражения. Во время несения службы по большей части участвовал в практических плаваниях в Чёрном море и перевозке войск, а во время обороны Севастополя был затоплен на рейде при оставлении города гарнизоном.

## Описание корабля
Парусный 84-пушечный линейный корабль, водоизмещение корабля составляло 4030 тонн, длина между перпендикулярами — 59,7 метра, длина по гондеку — 60,2 метра, ширина — 17,4 метра, а осадка — 7,2 метра. Вооружение корабля по сведениям из различных источников составляли от 72 до 84 орудий, из них по одним данным четыре 68-фунтовых бомбических пушек, шестьдесят 36-фунтовых и двадцать 24-фунтовых пушек, по другим помимо четырёх бомбических орудий пятьдесят восемь 34-фунтовых чугунных пушек, десять 36-фунтовых, две 24-фунтовых, двенадцать 12-фунтовых и две 8-фунтовых карронады, а также восемь 3-фунтовых фальконетов. Экипаж корабля состоял из 770 человек.
Корабль назван в честь победы над турецким флотом 26 июня (7 июля) 1770 года в Чесменском сражении и был последним из пяти парусных линейных кораблей российского флота, названных этим именем. До этого одноимённые корабли строились в 1770, 1783 и 1811 годах для Балтийского флота и в 1828 году для Черноморского. Также в составе Балтийского флота несла службу одноимённая галера 1762 года постройки.

## История службы
Линейный корабль «Чесма» был заложен 26 июля (7 августа) 1842 года на стапеле Николаевского адмиралтейства и после спуска на воду 23 октября (4 ноября) 1849 года вошёл в состав Черноморского флота России. Строительство вёл кораблестроитель подполковник Корпуса корабельных инженеров И. С. Дмитриев. В ноябре следующего 1850 года корабль перешёл из Николаева в Севастополь.
В кампании 1851 и 1852 годов в составе эскадр кораблей Черноморского флота принимал участие в практических плаваниях в Чёрном море. В кампанию следующего 1853 года с июня по август также принимал участие в практическом плавании, в том числе во время учебной атаки флота на Севастопольский рейд 12 (24) августа находился на стороне атакующих. В кампанию того же года с 17 (29) сентября по 2 (14) октября в составе эскадры вице-адмирала П. С. Нахимова принимал участие в перевозке войск из Севастополя в Сухум-Кале, так на корабле было перевезено 935 солдат и офицеров Виленского полка 13-й дивизии.
Принимал участие в Крымской войне, 11 (23) октября 1853 года вышел из Севастополя к анатолийскому берегу для поиска турецких судов в составе эскадры вице-адмирала П. С. Нахимова. С 8 (20) по 10 (22) ноября эскадра выдержала сильный шторм, а 11 (23) ноября корабли эскадры обнаружили турецкую эскадру и блокировали её в Синопе.

### «Чесма» в Синопском сражении

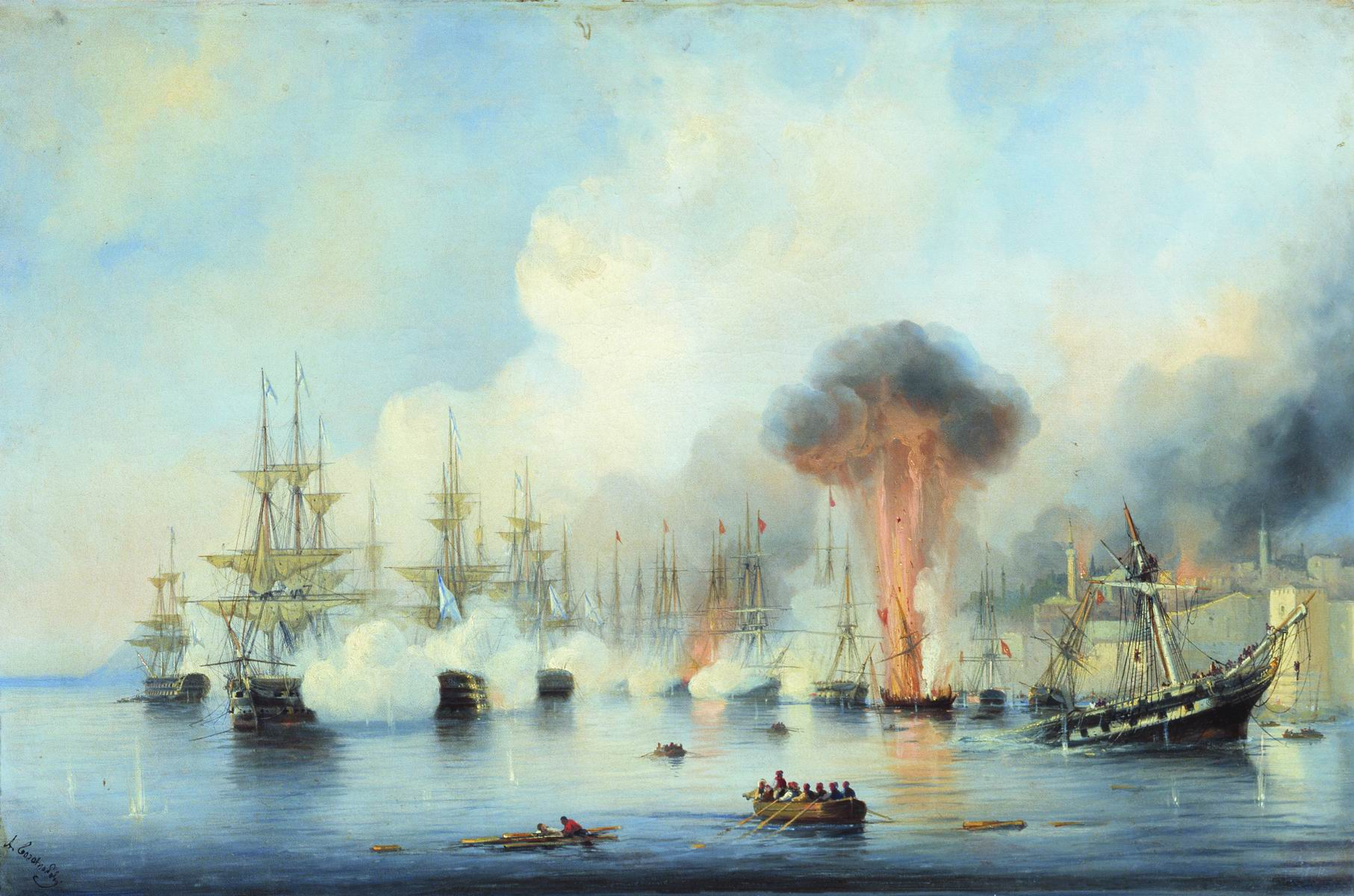
Синопский бой 18 ноября 1853 года. А. П. Боголюбов, 1860 год

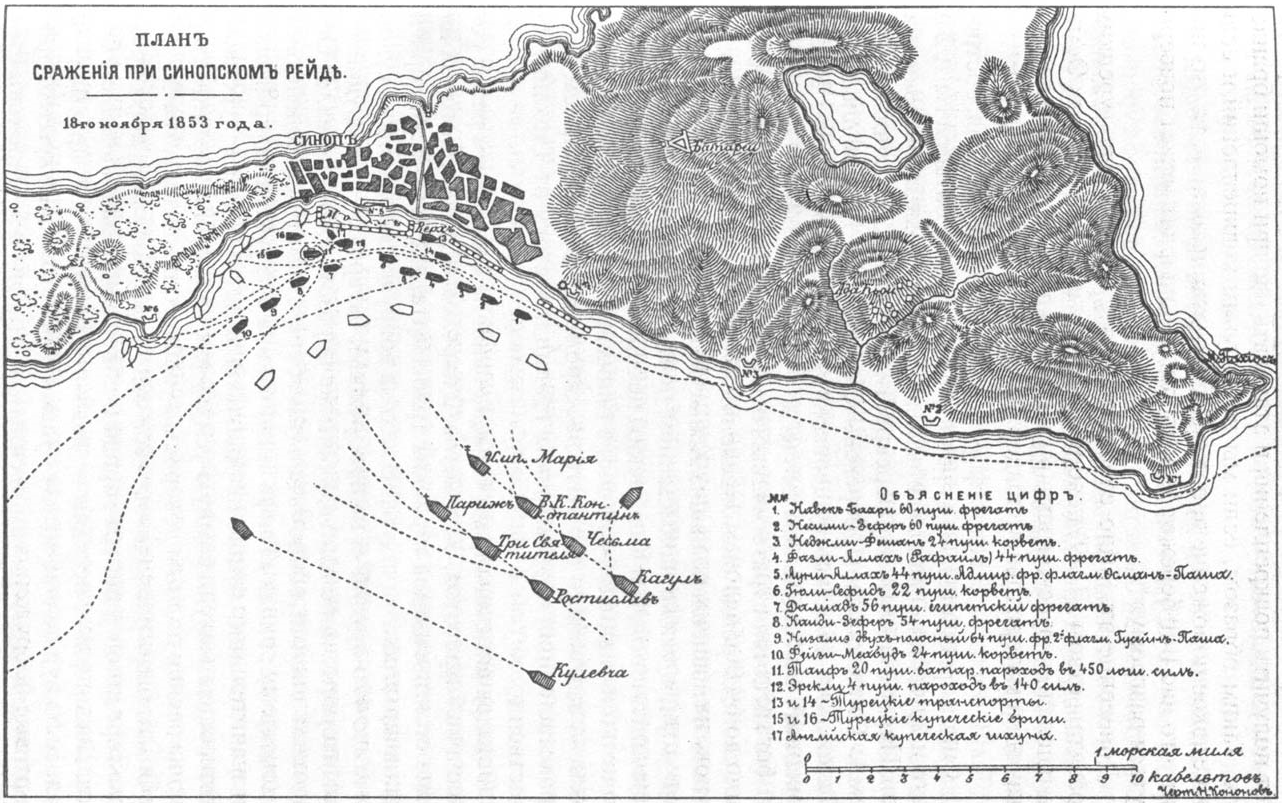
План Синопского сражения

Во время Синопского сражения 18 (30) ноября совместно с кораблем «Великий князь Константин» вёл бой с фрегатом «Навек-Бахри», до его полного уничтожения. После уничтожения неприятельского фрегата корабль переключил огонь на береговые батареи № 3 и 4, прикрывавшие левый фланг турецкой боевой линии, которые также были уничтожены. В донесении о сражении П. С. Нахимов отмечал: «Корабль „Чесма“ (капитан 2-го ранга Микрюков) до взрыва неприятельского фрегата „Навек-Бахри“ действовал также по нём и по батареям № 4 и № 3, потом, поворотившись к батареям, срыл обе». За четыре часа Синопского сражения корабль сделал 1539 выстрелов. Во время боя были ранены четыре человека из экипажа, а сам корабль получил двадцать пробоин, повреждения грот-мачты и бушприта.
За отличие в сражении командир корабля капитан 2-го ранга В. М. Микрюков 18 (30) декабря 1853 года был произведён в капитаны 1-го ранга.

### После Синопского сражения
22 ноября (4 декабря) корабль вернулся в Севастополь, а в декабре того же года был поставлен на рейде в готовности. В ноябре следующего 1854 года силами экипажа корабля в районе 5-го бастиона был построен Чесменский редут. 12 (24) февраля 1855 года артиллерийским огнём принимал участие в отражении штурмов Селенгинского и Волынского редутов французскими войсками. После затопления на рейде 13 (25) февраля 1855 года линейных кораблей «Святослав», «Ростислав» и «Двенадцать апостолов», оставался в Севастополе в составе отряда их шести боеспособных линейных кораблей Черноморского флота, также включавшем корабли «Великий князь Константин», «Императрица Мария», «Храбрый», «Париж» и «Ягудиил». 28 августа (9 сентября) линейный корабль «Чесма» был затоплен на Севастопольском рейде при оставлении города гарнизоном. После войны при расчистке Севастопольской бухты в октябре 1861 года корабль был поднят по частям.

## Командиры корабля
Командирами линейного корабля «Чесма» в составе Российского императорского флота в разное время служили:
- капитан 1-го ранга П. И. Щербачёв (с 29 ноября (11 декабря) 1845 года до 26 ноября (8 декабря) 1847 года)[источник не указан 569 дней];
- капитан 2-го ранга Иванов 4-й (с 1 (13) января 1848 года)[15];
- капитан 1-го ранга В. А. Иванов (с 1850 года до 6 (18) декабря 1851 года)[16];
- капитан 2-го ранга, а с 18 (30) декабря 1853 года капитан 1-го ранга В. М. Микрюков (с 6 (18) декабря 1851 года до 1853 года)[17][18].